# Анастасе, Роберта
Роберта Алма Анастасе (рум. Roberta Alma Anastase; род. 27 марта 1976 года в Плоешти) — румынский политик. Спикер Палаты депутатов Парламента Румынии, начиная с 19 декабря 2008 года и до 3 июля 2012 года.

## Биография
Родилась 27 марта 1976 года. В 1994 году получила титул «Мисс Румыния» на национальном конкурсе красоты.
В 1998 году окончила Бухарестский университет по специальности социолог.
Работала директором фирмы в сфере PR, была советником министра транспорта. Работала советником в парламенте Румынии. Она также представляла Румынию на конкурсе красоты «Мисс Вселенная» 1996 года. С 2001 года была вице-президентом Румынского Совета Молодежи.
С 1 января 2007 года получила мандат депутата Европейского парламента в связи с вступлением Румынии в Евросоюз.
В Европейском парламенте заседала в группе ЕНП — ЕД Комиссии по иностранным делам, а также подкомиссии по безопасности и обороне (как её вице-председатель).
В 2008 году во время парламентских выборов в Румынии была избрана в Палату Депутатов от Либерально-демократической партии Румынии. Затем возглавила нижнюю палату румынского парламента.